# William E. Woods
William Everett Woods (Decatur, 9 de outubro de 1949 — Honolulu, 28 de setembro de 2008) foi um psicólogo norte-americano, mestre em saúde pública e ativista dos direitos dos homossexuais. Em 1990, levou três casais do mesmo sexo para preencher licenças de casamento, movimento que abriu precedente para uma série de eventos que levaram à legalização do casamento entre pessoas do mesmo sexo nos Estados Unidos.

## Biografia

### Infância e educação
William nasceu em 9 de outubro de 1949 em Decatur, Illinois. Estudou no ensino médio em Arthur, Illinois e transferiu-se da Millikin University para a Universidade do Hawai, onde graduou-se em Bachelor of Arts em Psicologia e depois obteve mestrado em Saúde Pública.

### Atividades
Em 1972, Woods fundou a Sexual Identity Center, uma organização de serviço social para atender especificamente o público homossexual, mas o nome não continha uma referência à homossexualidade porque ele não queria impedir que especialistas heterossexuais fossem envolvidos. Woods esteve presente na primeira Parada do Orgulho LGBT do Havaí em 1974.
Em 1979, Woods participou como um dos quatro representantes do Havaí no Comitê Diretor da Marcha Nacional em Washington pelos Direitos das Lésbicas e Gays.
Em maio de 1981, quando Jerry Falwell esteve no Havaí para abrir uma sede estadual da organização Moral Majority, Woods liderou um grupo para registrar o nome antes que Falwell o fizesse. A organização foi registrada pelo nome de Moral Majority of Havaii e publicou anúncios de jornais proclamando apoio ao "planejamento familiar, direitos civis para todas as pessoas, pró-escolha ao aborto, programas de cuidados infantis, liberdade de expressão e religião, e a separação entre igreja e Estado". A Moral Majority of Havaii processou Falwell por usar o nome Moral Majority, que com receio de sofrer litígio, cancelou os outros locais que estavam reservados para seu discurso. Falwell retornou então à Virgínia depois de proferir um discurso de despedida em que havia apenas dois nomes citados, o de Jesus Cristo e de William Woods.
Em junho de 1990, Woods foi eleito para o Conselho Nacional da Associação Gay and Lesbian Press. Em paralelo, atuava como Diretor-executivo e Gerente geral do Gay Community News, que tinha circulação de 40.000 cópias, 23.000 no Havaí e 17.000 no restante do território norte-americano.

### 1990: tentativa de casamento entre pessoas do mesmo sexo
Em 17 de dezembro de 1990, Woods trouxe três casais do mesmo sexo ao escritório principal do Departamento de Saúde Pública do Havaí em Honolulu para preencher as licenças de casamento. Os casais foram Ninia Baehr e Genora Dancel, Patrick Lagon e Joseph Melillo e Antoinette Pregil e Tammy Rodrigues. Se os casais fossem impedidos de casar, Woods tinha planos para levá-los até a sede do Havaí da União Americana pelas Liberdades Civis (ACLU). Os advogados da ACLU já haviam menosprezado outras tentativas semelhantes às de Woods, mas a atenção da mídia a esta tentativa os forçou a levá-lo a sério. Depois que os três casais foram informados de que seus pedidos passariam pela decisão do Produrador-geral, o grupo foi ao escritório da ACLU no Hotel Blaisdell, onde preencheram pedidos de assistência jurídica.
‎Em 29 de dezembro, o procurador-geral Warren Price apoiou a decisão do Departamento de Saúde de não emitir as licenças. Woods acionou o ‎‎advogado‎‎ Dan Foley, que entrou com o processo contra o Estado que posteriormente se tornou o Baehr v. Miike.‎‎ 
Depois‎‎ que o ‎‎Tribunal de Pimeira Instância de jurisdição geral do Havaí‎‎ decidiu contra o processo, foi apelado à Suprema Corte do ‎‎Havaí, ‎‎onde o Juiz Associado ‎‎Steven Levinson‎‎ escreveu a decisão do Tribunal de 1993 que, sob a cláusula de proteção igualitária do Estado, negar licenças de casamento para casais do mesmo sexo constituía discriminação baseada em sexo que exigia justificativa do Estado sob a norma conhecida como escrutínio rigoroso, e, portanto, tinha que ser permitido a menos que o Estado pudesse fornecer uma razão contrária convincente. O Estado tentou provar que havia “interesse estadual imperioso” em justificar a proibição, e o caso seguiu amarrado em litígio por três anos.
Em resposta à decisão do tribunal do Havaí de 1993 em Baehr v. Miike, o Congresso dos EUA em 1996 aprovou a Lei de Defesa do Matrimônio (DOMA), que o presidente Bill Clinton sancionou. O DOMA não proibiu totalmente o casamento gay, mas especificou que apenas casais heterossexuais poderiam receber benefícios federais de casamento. Apesar do ato ter sido um grande revés para o casamento igualitário, três meses depois o juiz do Havaí, Kevin S. C. Chang, ordenou que o estado parasse de negar licenças a casais do mesmo sexo. Porém, em 1998, os eleitores do Havaí aprovaram uma emenda constitucional proibindo o casamento entre pessoas do mesmo sexo no estado, permitindo que os legisladores estaduais definissem o ‎‎casamento‎‎ como a união de um homem e uma mulher.
A jornalista Sasha Issenberg escreveu mais tarde que "Nenhum grupo de direitos dos homossexuais abraçou formalmente os direitos matrimoniais para seu eleitorado principal até que a Suprema Corte do Havaí, em maio de 1993, deu uma bênção inesperada à causa, o resultado inesperado do processo legal que Bill Woods começou". Issenberg descreveu os eventos de 17 de dezembro de 1990, como o início de "uma cadeia de eventos" que culminou na legalização do casamento entre pessoas do mesmo sexo nos Estados Unidos.

### Campanha política
Em 2006, Woods concorreu à Câmara Estadual dos Deputados do Havaí, mas não foi eleito.

### Outras atividades
Woods foi a primeira pessoa abertamente gay a testemunhar perante a Assembleia Legislativa do Estado do Havaí e a dirigir-se a uma convenção estadual do Partido Democrata. Também fundou o Hawaii Gay and Lesbian Center e a Gay and Lesbian Education and Advocacy Fundation e foi presidente distrital do Partido Democrata do Havaí e líder de sua bancada LGBT.

### Vida pessoal e falecimento
Em 2003, Woods casou-se em Vancouver com Lance W. Bateman e faleceu em 28 de setembro de 2008, aos 58 anos. Nancy Kern, coordenadora de prevenção de DST/AIDS do Departamento de Saúde do Havaí na época, lembrou-se dele como "um defensor incansável".